# Lijst van spelers van Atlético Huila
Deze lijst omvat voetballers die bij de Colombiaanse voetbalclub Atlético Huila spelen of gespeeld hebben. De spelers zijn alfabetisch gerangschikt.

## A
- Carlos Abella
- Belmer Aguilar
- Herly Alcázar
- Guillermo Álvarez
- Andres Andrade
- Jeferson Angulo
- Wbeymar Angulo
- Robinson Aponza
- Adrián Aranda
- Diego Arango
- Javier Araujo
- Manuel Arboleda
- Jair Arrechea
- Jimmy Asprilla
- Néstor Asprilla
- Nicolás Ayr

## B
- Nelson Barahona
- Bréiner Belalcázar
- Mario Beltrán
- Felipe Benalcazar
- Jimmy Bermudez
- Daiber Betancur
- Jeancarlos Blanco
- Daniel Bocanegra
- Víctor Bonilla
- Amir Buelvas

## C
- Germán Caicedo
- John Caicedo
- Luis Caicedo
- Elkin Calle
- Carlos Carbonero
- Armando Carrillo
- Erwin Carrillo
- Martin Carrillo
- Rafael Castillo
- Edison Chará
- Juan Cominges
- David Córdoba
- Hermán Córdoba
- Manuel Córdoba
- David Cortés
- Fabian Cuellar
- Hilario Cuenú
- Wilson Cuero

## D
- Ayron Del Valle
- Jorge Diaz
- Álvaro Domínguez

## E
- Luis Estacio

## F
- Luís Fernández
- Maximiliano Flotta

## G
- César González
- Ervin González
- Víctor Guazá
- Julio Gutiérrez

## H
- Amilcar Henríquez
- Duvan Hernandez
- Freddy Hurtado
- Oscar Hurtado

## L
- Ricardo Laborde
- Oscar Londoño

## M
- Daniel Machacon
- Ormedis Madera
- Rodrigo Marangoni
- Gonzalo Martínez
- Luis Martínez
- Ervin Maturana
- Wilder Medina
- Andrés Molina
- John Montaño
- Didier Montealegre
- Fredy Montero
- Wilson Morelo
- Pepe Moreno
- Tressor Moreno
- Carlos Mosquera
- Juan Mosquera
- Arlington Murillo

## N
- Juan Núñez

## O
- Lewis Ochoa
- Hermes Orejuela
- Anyenson Ortíz

## P
- Frank Pacheco
- Alfredo Padilla
- Lionard Pajoy
- Hector Palacios
- Jairo Patiño
- Jhonatan Perdomo
- Pedro Pino

## Q
- Jeison Quiñónes
- Juan Quintero

## R
- Cristian Racero
- Jhonatan Ramírez
- Juan Ramírez
- Juan Rebolledo
- John Reino
- Carlos Rentería
- Avimiled Rivas
- Edwin Rivas
- Rubén Robledo
- Palma Rodríguez
- Jonathan Rodríguez
- Leonardo Rojano
- Gustavo Rojas
- Henry Rojas
- Miguel Rojas
- Harol Romaña
- Nondier Romero
- Oscar Rueda
- Rodrigo Ruiz

## S
- Carlos Salazar

## T
- Gabriel Torres
- Juan Torres
- José Tovar

## V
- Alvaro Valdes
- Juan Valencia
- Walden Vargas
- William Vásquez
- Ivan Velasquez
- Jong Viáfara
- Geovanny Vidal
- Jorge Vidal
- Carlos Villagra
- Eddy Villaraga
- Nectali Vizcaino

## Z
- Víctor Zapata
- Luis Zuleta